# Anya Gallaccio
Anya Gallaccio (geboren 1963) ist eine britische Künstlerin, die ortsspezifische und minimalistische Installationen entwirft und häufig mit organischen Materialien, u. a. mit Schokolade, Zucker, Blumen oder Eis arbeitet.
Die Verwendung organischer Materialien führt zu natürlichen Umwandlungs- und Verfallsprozessen, so dass Gallaccio das Ergebnis ihrer Installationen nicht vorhersehen kann. Etwas, das zu Beginn einer Ausstellung angenehm sein mag, wie der Duft von Blumen oder Schokolade, würde mit der Zeit unweigerlich immer unangenehmer werden. Die zeit- und ortsspezifische Natur ihrer Arbeit macht es schwierig, sie zu dokumentieren. Ihre Arbeit stellt daher die traditionelle Vorstellung in Frage, dass ein Kunstobjekt oder eine Skulptur im Wesentlichen ein Denkmal in einem Museum oder einer Galerie sein sollte. Stattdessen lebt ihr Werk oft durch die Erinnerung derjenigen, die es gesehen und erlebt haben ‒ oder durch das Konzept des Kunstwerks selbst.

## Frühes Leben
Anya Gallaccio wurde in Paisley, Schottland geboren, als Tochter des TV-Produzenten George Gallaccio und der Schauspielerin Maureen Morris. Gallaccio wuchs im Südwesten von London, England auf und studierte am Kingston Polytechnic (1984–85) und Goldsmiths College (1985–88). 1988 stellte Gallaccio in der von Damien Hirst kuratierten Ausstellung Freeze art exhibition aus und 1990 bei den von Henry Bond und Sarah Lucas organisierten East Country Yard Shows, wo viele Young British Artists zusammentrafen. Gallaccio ist Professorin an der Fakultät für Bildende Künste an der University of California, San Diego (UCSD).

## Künstlerisches Werk
Ein Großteil der Arbeiten von Gallaccio besteht aus organischen Materialien, wie Obst, Gemüse und Blumen, die in ihren Werken vorkommen. Manchmal verändern sich diese Materialien im Laufe der Ausstellung. In Red on Green (1992) verwelken zehntausend Rosenköpfe, die auf einem Bett aus ihren Stängeln liegen, im Laufe der Ausstellung. Für Intensities and Surfaces (1996) ließ Gallaccio einen zweiunddreißig Tonnen schweren Eisblock mit einem Salzkern in der stillgelegten hydraulischen Pumpstation in Wapping liegen und ihn dort schmelzen.
In einem Interview mit dem Ocula Magazine aus dem Jahr 2018 sagte Gallaccio über die YBA-Ausstellung Freeze: "It feels just as precarious now as it did then. And I think it is good to constantly remind myself of that and not to get complacent. The bravado and the chutzpah of Freeze was impressive; it was more about a kind of attitude and that is something that has had reverberations."
Manchmal stellt Gallaccio Werke neu her. Ihr bekanntestes Werk Red on Green entstand ursprünglich für ihre erste Einzelausstellung in einer öffentlichen Galerie, dem Institute of Contemporary Arts in London im Jahr 1992. Es wurde dann zehn Jahre später für die Ausstellung Blast to Freeze: Britische Kunst im 20. Jahrhundert des Kunstmuseums Wolfsburg in den Jahren 2002‒2003 und für die Ausstellung des British Council 2004 Turning Points: 20th Century British Sculpture neu aufgelegt.
In Stoke überzog Gallaccio 2004 ein altes landwirtschaftliches Gebäude im Jupiter Artland in Edinburgh mit fast 90 Pfund Schokolade mit 70 Prozent Kakaoanteil in Konditorqualität. Das Werk lud die Besucher dazu ein, die Wände abzulecken, zu berühren und zu streicheln.
preserve ‘beauty’ 1991‒2003 war eine künstlerische Arbeit, die Gallaccio als Nominierte für den Turner Prize 2003 schuf. Die Installation bestand aus einer Wand mit Gerbera-Gänseblümchen, die hinter einer einzigen Glasscheibe befestigt waren. Hinter Glas erinnern die Blumen an Stillleben und die Landschaftsmalerei der Romantik sowie an das Arrangieren und Pressen von Blumen.
Weitere Werke von Gallaccio sind Stroke (1993), bei dem Bänke in der Galerie und an den Wänden befestigte Papptafeln mit Schokolade überzogen wurden,Two Hundred Kilos of Apples Tied to a Barren Apple Tree, Atelier Amden, Amden, Schweiz (1999) and Because Nothing has Changed (2000), eine Bronzeskulptur eines Baumes, der mit Porzellanäpfeln geschmückt ist. Because I Could Not Stop (2002) ist ein ähnlicher Bronzebaum, aber mit echten Äpfeln, die man verrotten lässt.
Auf Houghton Hall in Norfolk gab der Marquess of Cholmondeley eine Folly östlich des großen Hauses in Auftrag, mit dem Titel The Sybil Hedge. Das Werk basiert auf der Unterschrift der Großmutter des Marquis, Sybil Sassoon. Gallaccio schuf eine sarkophagähnliche Marmorstruktur, die am Ende eines Weges steht. In der Nähe befindet sich eine Rotbuchenhecke, die in Anlehnung an Sybils Unterschrift gepflanzt wurde.
2005 wurde von Ridinghouse Anya Gallaccio: Silver Seed herausgegeben. Die Publikation begleitete die Ausstellung der Künstlerin, die vom Mount Stuart Trust für eine Installation in Mount Stuart auf der Isle of Bute, Schottland, UK, in Auftrag gegeben wurde.

## Ausstellungen
Eine Auswahl an Einzelausstellungen von Anya Gallaccio seit dem Jahr 2000.
- 2019: Schlaganfall, Blum & Poe, Los Angeles CA
- 2018: Alles was noch Ruhe ist, John Hansard Gallery, Southampton, England
- 2017: zu sehen, ob die Zeit da war, The Contemporary Austin, Austin TX; Schöne Köpfe, Thomas Dane Gallery, London, England
- 2015: Anya Gallaccio, Museum für zeitgenössische Kunst San Diego, San Diego CA
- 2014: SNAP, Aldeburgh Festival, Snape Malting und Orford Ness, Suffolk, England
- 2013: Das ist wahr, Hudson (Show)Room, Artpace, San Antonio TX
- 2012: Das Licht strömt aus mir, Jupiter Artland, Edinburgh, Schottland[21]
- 2011: Autobahn, Annet Gelink Gallery, Amsterdam, Holland
- 2005: Schatten auf die Dinge, die Sie kennen, Blum & Poe, Los Angeles CA; Silbernes Saatgut, Mount Stuart, Isle of Bute, Schottland; Der Blick der Dinge, Palazzo delle Papesse Centro Arte Contemporanea, Siena, Italien
- 2004: Liebe ist nur ein Gefühl, Lehmann Maupin Gallery, New York NY
- 2003: Turner Prize Exhibition, Tate Britain, London, England
- 2001: gesegnet, Lehmann Maupin Gallery, New York NY

## Preise und Auszeichnungen
Im Jahr 2006 wurde die Künstlerin auf der Pink-Power-Liste der 100 einflussreichsten schwulen und lesbischen Menschen des Jahres 2006 aufgeführt.
2003 wurde Gallaccio zusammen mit Grayson Perry, Jake und Dinos Chapman sowie Willie Doherty in die engere Auswahl für den Turner Prize aufgenommen. Eines ihrer Werke für die Ausstellung war preserve “beauty”, 1991–2003, das aus Glas, Befestigungsmaterial und 2000 roten Gerbera bestand.